# Елк-Рапідс (Мічиган)
Елк-Рапідс (англ. Elk Rapids) — селище (англ. village) в США, в окрузі Антрім штату Мічиган. Населення — 1529 осіб (2020).

## Географія
Елк-Рапідс розташований за координатами 44°53′53″ пн. ш. 85°24′16″ зх. д. / 44.89806° пн. ш. 85.40444° зх. д. (44.897982, -85.404476).  За даними Бюро перепису населення США в 2010 році селище мало площу 5,20 км², з яких 4,27 км² — суходіл та 0,93 км² — водойми.

## Демографія
Згідно з переписом 2010 року, у селищі мешкали 1642 особи в 791 домогосподарстві у складі 478 родин. Густота населення становила 316 осіб/км².  Було 1179 помешкань (227/км²).
Расовий склад населення:
| - 96,6 % — білих - 1,2 % — корінних американців - 0,7 % — чорних або афроамериканців - 0,5 % — азіатів - 0,1 % — вихідців з тихоокеанських островів |

До двох чи більше рас належало 0,7 %. Частка іспаномовних становила 1,3 % від усіх жителів.
За віковим діапазоном населення розподілялося таким чином: 18,6 % — особи молодші 18 років, 52,7 % — особи у віці 18—64 років, 28,7 % — особи у віці 65 років та старші. Медіана віку мешканця становила 52,4 року. На 100 осіб жіночої статі у селищі припадало 86,8 чоловіків;  на 100 жінок у віці від 18 років та старших — 82,7 чоловіків також старших 18 років.
Середній дохід на одне домашнє господарство  становив 60 748 доларів США (медіана — 41 902), а середній дохід на одну сім'ю — 69 761 долар (медіана — 55 455). Медіана доходів становила 46 875 доларів для чоловіків та 30 625 доларів для жінок. За межею бідності перебувало 15,3 % осіб, у тому числі 30,7 % дітей у віці до 18 років та 12,3 % осіб у віці 65 років та старших.
Цивільне працевлаштоване населення становило 654 особи. Основні галузі зайнятості: освіта, охорона здоров'я та соціальна допомога — 13,0 %, виробництво — 12,7 %, мистецтво, розваги та відпочинок — 12,4 %.